# Liste der denkmalgeschützten Objekte in Jelenec
Die Liste der denkmalgeschützten Objekte in Jelenec enthält die 24 nach slowakischen Denkmalschutzvorschriften geschützten Objekte in der Gemeinde Jelenec im Okres Nitra.

## Denkmäler
| Foto |                 | Denkmal / č. ÚZPF                                | Standort / Konskr. Nr.                     | Offizielle Beschreibung                   | Beschreibung                    | Metadaten                                                                   |
| ---- | --------------- | ------------------------------------------------ | ------------------------------------------ | ----------------------------------------- | ------------------------------- | --------------------------------------------------------------------------- |
| BW   | Datei hochladen | Burgrest(sk) ObjektID: 403-1442/0                | Standort KG: Jelenec Konskr.Nr.:           | neskúmané;Várhegy                         | nicht untersucht, Várhegy       | č. NKP: 403-1442/0 Stand des NKP: 2012-02-08 Name: HRÁDOK                   |
| ja   | Datei hochladen | Wohnturm(sk) ObjektID: 403-1443/1                | Standort KG: Jelenec Konskr.Nr.:           | hradné jadro;donjon                       | Kernburg, Bergfried             | č. NKP: 403-1443/1 Stand des NKP: 2012-02-08 Name: VEŽA OBYTNÁ              |
|      | Datei hochladen | Burgpalast I(sk) ObjektID: 403-1443/2            | KG: Jelenec Konskr.Nr.:                    | hradné jadro;starý palác                  | Kernburg, alter Palast          | č. NKP: 403-1443/2 Stand des NKP: 2012-02-08 Name: PALÁC HRADNÝ I.          |
|      | Datei hochladen | Fluchtturm(sk) ObjektID: 403-1443/3              | KG: Jelenec Konskr.Nr.:                    | hradné jadro;                             | Kernburg                        | č. NKP: 403-1443/3 Stand des NKP: 2012-02-08 Name: VEŽA ÚTOČIŠTNÁ           |
| ja   | Datei hochladen | Burgpalast II(sk) ObjektID: 403-1443/4           | KG: Jelenec Konskr.Nr.:                    | hradné jadro;juhozápadný hradný palác     | Kernburg, südwestlicher Palast  | č. NKP: 403-1443/4 Stand des NKP: 2012-02-08 Name: PALÁC HRADNÝ II.         |
| BW   | Datei hochladen | Burgmauer I(sk) ObjektID: 403-1443/5             | Standort KG: Jelenec Konskr.Nr.:           | hradné jadro;                             | Kernburg                        | č. NKP: 403-1443/5 Stand des NKP: 2012-02-08 Name: MÚR HRADBOVÝ I.          |
|      | Datei hochladen | Wirtschaftsgebäude I(sk) ObjektID: 403-1443/6    | KG: Jelenec Konskr.Nr.:                    | hradné jadro;                             | Kernburg                        | č. NKP: 403-1443/6 Stand des NKP: 2012-02-08 Name: STAVBA HOSPODÁRSKA I.    |
|      | Datei hochladen | Wirtschaftsgebäude II(sk) ObjektID: 403-1443/7   | KG: Jelenec Konskr.Nr.:                    | hradné jadro;                             | Kernburg                        | č. NKP: 403-1443/7 Stand des NKP: 2012-02-08 Name: STAVBA HOSPODÁRSKA II.   |
| BW   | Datei hochladen | Burghof I(sk) ObjektID: 403-1443/8               | Standort KG: Jelenec Konskr.Nr.:           | hradné jadro;                             | Kernburg                        | č. NKP: 403-1443/8 Stand des NKP: 2012-02-08 Name: NÁDVORIE HRADNÉ I.       |
| BW   | Datei hochladen | vor dem Tor(sk) ObjektID: 403-1443/9             | Standort KG: Jelenec Konskr.Nr.:           | predhradie prvé;                          | erste Wehr                      | č. NKP: 403-1443/9 Stand des NKP: 2012-02-08 Name: PREDBRÁNIE               |
| BW   | Datei hochladen | Burgmauer II(sk) ObjektID: 403-1443/10           | Standort KG: Jelenec Konskr.Nr.:           | predhradie prvé;                          | erste Wehr                      | č. NKP: 403-1443/10 Stand des NKP: 2012-02-08 Name: MÚR HRADBOVÝ II.        |
|      | Datei hochladen | Parkmauer(sk) ObjektID: 403-1443/11              | KG: Jelenec Konskr.Nr.:                    | predhradie prvé;                          | erste Wehr                      | č. NKP: 403-1443/11 Stand des NKP: 2012-02-08 Name: MÚR PARKANOVÝ           |
| BW   | Datei hochladen | Burgpalast III(sk) ObjektID: 403-1443/12         | Standort KG: Jelenec Konskr.Nr.:           | predhradie prvé;juhovýchodný hradný palác | erste Wehr, südöstlicher Palast | č. NKP: 403-1443/12 Stand des NKP: 2012-02-08 Name: PALÁC HRADNÝ III.       |
| BW   | Datei hochladen | Kanonenbastion(sk) ObjektID: 403-1443/13         | Standort KG: Jelenec Konskr.Nr.:           | predhradie prvé;                          | erste Wehr                      | č. NKP: 403-1443/13 Stand des NKP: 2012-02-08 Name: BAŠTA DELOVÁ            |
| ja   | Datei hochladen | Burgpalast IV(sk) ObjektID: 403-1443/14          | KG: Jelenec Konskr.Nr.:                    | predhradie prvé;kaplnka                   | erste Wehr, Kapelle             | č. NKP: 403-1443/14 Stand des NKP: 2012-02-08 Name: PALÁC HRADNÝ IV.        |
|      | Datei hochladen | Zisterne(sk) ObjektID: 403-1443/15               | KG: Jelenec Konskr.Nr.:                    | predhradie prvé;cisterna                  | erste Wehr                      | č. NKP: 403-1443/15 Stand des NKP: 2012-02-08 Name: CISTERNA                |
|      | Datei hochladen | Burghof II(sk) ObjektID: 403-1443/16             | KG: Jelenec Konskr.Nr.:                    | predhradie prvé;                          | erste Wehr                      | č. NKP: 403-1443/16 Stand des NKP: 2012-02-08 Name: NÁDVORIE HRADNÉ II.     |
| BW   | Datei hochladen | Tor(sk) ObjektID: 403-1443/17                    | Standort KG: Jelenec Konskr.Nr.:           | predhradie druhé;vstupná brána            | zweite Wehr, Eingangstor        | č. NKP: 403-1443/17 Stand des NKP: 2012-02-08 Name: BRÁNA                   |
| BW   | Datei hochladen | Burgmauer III(sk) ObjektID: 403-1443/18          | Standort KG: Jelenec Konskr.Nr.:           | predhradie druhé;                         | zweite Wehr                     | č. NKP: 403-1443/18 Stand des NKP: 2012-02-08 Name: MÚR HRADBOVÝ III.       |
|      | Datei hochladen | Wirtschaftsgebäude III(sk) ObjektID: 403-1443/19 | KG: Jelenec Konskr.Nr.:                    | predhradie druhé;                         | zweite Wehr                     | č. NKP: 403-1443/19 Stand des NKP: 2012-02-08 Name: STAVBA HOSPODÁRSKA III. |
| BW   | Datei hochladen | Bastion(sk) ObjektID: 403-1443/20                | Standort KG: Jelenec Konskr.Nr.:           | predhradie druhé;                         | zweite Wehr                     | č. NKP: 403-1443/20 Stand des NKP: 2012-02-08 Name: BASTIÓN                 |
| BW   | Datei hochladen | Burghof III(sk) ObjektID: 403-1443/21            | Standort KG: Jelenec Konskr.Nr.:           | predhradie druhé;                         | zweite Wehr                     | č. NKP: 403-1443/21 Stand des NKP: 2012-02-08 Name: NÁDVORIE HRADNÉ III.    |
|      | Datei hochladen | Wand(sk) ObjektID: 403-1443/22                   | KG: Jelenec Konskr.Nr.:                    | predhradie druhé;                         | zweite Wehr                     | č. NKP: 403-1443/22 Stand des NKP: 2012-02-08 Name: VAL                     |
| BW   | Datei hochladen | Schloss(sk) ObjektID: 403-2303/0                 | 78 Standort KG: Jelenec Konskr.Nr.: 78,736 | Forgáchovský kaštieľ                      | Herrenhaus Forgách              | č. NKP: 403-2303/0 Stand des NKP: 2012-02-08 Name: KAŠTIEĽ                  |

## Legende
Die Tabelle enthält im Einzelnen folgende Informationen:
| Foto:                    | Fotografie des Denkmals. |
| Denkmal / č. ÚZPF:       | Die Übersetzung der Bezeichnung des Denkmals, wie sie vom Slowakischen Denkmalamt (Pamiatkový úrad Slovenskej republiky) verwendet wird. Die Originalbezeichnung ist unter dem Fragezeichen angegeben. Fehlt die Übersetzung, so wird die Originalbezeichnung direkt angezeigt. Weiters ist die Objekt-Identifikationsnummer (Objekt ID) angeführt. Sie ist die offizielle, in der Slowakei eindeutige Nummer č. ÚZPF inklusive der zugehörigen Zählnummer, wie sie in den Daten des Denkmalamtes angegeben wird. Da diese nur innerhalb eines Landkreises gezählt wird, ist dessen Nummer der Denkmalnummer vorangestellt. |
| Standort:                | Wenn in der Liste vorhanden, ist die Adresse angegeben. In Klammern kann sich noch eine zusätzliche Adresse befinden, wenn es beispielsweise ein Eckhaus ist. Bei freistehenden Objekten ohne Adresse (zum Beispiel bei Bildstöcken) ist eine Adresse angegeben, die in der Nähe des Objekts liegt. Durch Aufruf des Links Standort wird die Lage des Denkmals in verschiedenen Kartenprojekten angezeigt. Darunter sind die Katastralgemeinde (KG) und, wenn vorhanden, die Konskriptionsnummer (Konskr. Nr.) angegeben.                                                                                                   |
| Offizielle Beschreibung: | Es ist die Kurzbeschreibung auf Slowakisch, wie sie in den offiziellen Listen angegeben ist, eingetragen. |
| Beschreibung:            | Kurze Angaben zum Denkmal auf Deutsch. |
| Metadaten:               | Zusätzlich werden, wenn in den persönlichen Einstellungen das Helferlein Dauerhaftes Einblenden von Metadaten aktiviert ist, ebensolche angezeigt. |

- Karte mit allen Koordinaten:
- OSM |
- WikiMap